# Kaschgaria komarovii
Kaschgaria komarovii là một loài thực vật có hoa trong họ Cúc. Loài này được (Krasch. & Rubtzov) Poljakov mô tả khoa học đầu tiên năm 1957.